# Ibrahim Jadhran
Ibrahim Jadhran é um político e líder miliciano líbio de Ajdabiyah, no leste da Líbia. Participou como um comandante rebelde na Revolução Líbia de 2011.
Em 2012, após a revolução, Jadhran foi nomeado comandante das Guardas de Defesa do Petróleo, uma força governamental para proteger as instalações petrolíferas nacionais.  Jadhran ficou insatisfeito com as ações do governo central, acusando-o de corrupção e incompetência, e exigiu mais autonomia para as províncias orientais que mantinham os ricos campos petrolíferos. Ele declarou que se opunha a Irmandade Muçulmana, que detinha o poder central em Trípoli,  enquanto seus detratores tentaram associá-lo aos jihadistas.  Era favorável a uma relação federativa das diversas províncias da Líbia, onde as províncias passariam a controlar os seus próprios recursos, e o governo central administra as forças armadas e as relações exteriores. 
Em 2013, Jadhran criou a Agência Política de Cirenaica e assegurou o controle dos portos orientais, nomeadamente Sidra, Ras Lanuf e Zueitina.  Em agosto de 2013, Jathran emitiu a "Declaração de Ras Lanuf", uma declaração que solicitava o direito de "governar nossos próprios interesses".  Em outubro de 2013, a milícia de Jathran, a Força de Autodefesa da Cirenaica, era estimada em 17.500 homens. 
Em 2014, Jadhran tentou vender petróleo excluindo o governo central. O Morning Glory MV foi carregado com petróleo bruto em Sidra e rompeu um fraco bloqueio do governo.  Como resultado, Ali Zeidan, o primeiro-ministro da Líbia, foi destituído pelo parlamento liderado por uma coalizão da Irmandade Muçulmana.  No entanto, o sucesso da Jathran foi de curta duração. A embaixadora dos Estados Unidos, Deborah K. Jones declarou que ações de Jadhran eram um "roubo do povo líbio." A pedido do governo da Líbia, as forças estadunidenses assumiram o controle do navio em 16 de março de 2014, tornando improvável que Jadhran pudesse vender petróleo sem a permissão do governo central. 